# Acalolepta javanica
Acalolepta javanica là một loài bọ cánh cứng trong họ Cerambycidae.